# Diplovertebron punctatum
Diplovertebron punctatum è un tetrapode estinto, appartenente agli embolomeri. Visse nel Carbonifero superiore (circa 310 - 305 milioni di anni fa) e i suoi resti fossili sono stati rinvenuti in Europa (Repubblica Ceca).

## Descrizione
Le ricostruzioni storiche di Diplovertebron tra il 1926 e il 1967 in genere lo mostrano come un animale terrestre simile a un rettile, con mani e piedi a cinque dita. Tuttavia, queste ricostruzioni sono state eseguite utilizzando resti fossili dei più completi Gephyrostegus e Solenodonsaurus, che all'epoca erano considerati sinonimi di Diplovertebron. Senza questi scheletri, i resti fossili di Diplovertebron sono molto più limitati. Oggi si presume che Diplovertebron fosse parzialmente o completamente acquatico, simile ad altri embolomeri come Archeria e Proterogyrinus. Tuttavia, era probabilmente più simile a Gephyrostegus in termini di proporzioni generali. Le dimensioni di Diplovertebron dovevano aggirarsi sui 60 centimetri di lunghezza.
Come altri embolomeri, ciascuna delle vertebre di Diplovertebron era composta da due elementi a forma di anello di uguali dimensioni. Originariamente Antonin Frič la considerò una caratteristica unica, ma già nel 1884 Edward Drinker Cope individuò connessioni tra le vertebre di Diplovertebron e "Cricotus" (un embolomero americano più comunemente noto come Archeria); le vertebre conservate provenivano dalla regione della coda, poiché il segmento anteriore (intercentro) era collegato a sottili archi emali. 
Le ossa del cranio frammentario sono solo leggermente ornate da striature, piuttosto che dalle numerose fosse presenti nei suoi stretti parenti. La premascella conteneva cinque denti spessi e conici, lunghi circa il doppio della loro larghezza. La mascella probabilmente aveva oltre 30 denti più sottili di quelli della premascella. I denti verso la parte anteriore della mascella erano più spessi e più separati, mentre quelli sul retro erano ravvicinati. I denti della mandibola erano più numerosi, più ravvicinati e molto più piccoli di quelli della mascella superiore. Ce n'erano oltre 40 in totale, e i primi 7 erano più grandi e ben distanziati. Tutti i denti possedevano uno smalto con pieghe simili a un labirinto, affini a quelli di altri "labirintodonti". Queste caratteristiche dentali hanno messo in luce alcune somiglianze con i denti di Calligenethlon, un embolomero di dimensioni simili a Diplovertebron.
Il ventre era coperto da lunghe scaglie oblunghe con bordi arrotondati, mentre il dorso ne era privo. Si sono conservate varie ossa degli arti; stranamente, le ossa erano coperte da piccoli pori. L'omero aveva una forte cresta diagonale per metà della sua lunghezza, simile a quella di Archeria. Anche il bacino era abbastanza simile a quello di Archeria e Calligenethlon, soprattutto l'ileo, che aveva una struttura tipica per gli embolomeri, con due punte a forma di bastoncino sopra un corto "stelo". La parte anteriore era corta, ma quella posteriore era molto lunga. Frič (1885) indicò anche la presenza di un'interclavicola, ma è possibile che quest'osso appartenesse a Gephyrostegus. 

## Classificazione
Diplovertebron punctatum venne descritto per la prima volta nel 1879 da Antonin Frič. Diplovertebron fu uno dei tanti tetrapodi fossili trovati nelle miniere di carbone ceche da Antonin Frič alla fine del XIX secolo. I suoi resti erano un assortimento di fossili disarticolati racchiusi in due lastre di carbone, che erano state designate Fr. Orig. 96 (per la lastra più piccola) e Fr. Orig. 128 (per la lastra più grande). D.M.S. Watson (1926) assegnò altri due esemplari completi al genere. Uno di questi era già stato designato come esemplare tipo del tetrapode rettiliomorfo Gephyrostegus da Otto Jaekel nel 1902, mentre il secondo esemplare, noto come DMSW B.65, era descritto nello studio di Watson. Uno studio successivo (Brough & Brough, 1967), ripristinò la validità di Gephyrostegus, contrastando la decisione di Watson di aggiungere l'esemplare di Jaekel e DMSW B.65 al genere Diplovertebron. 

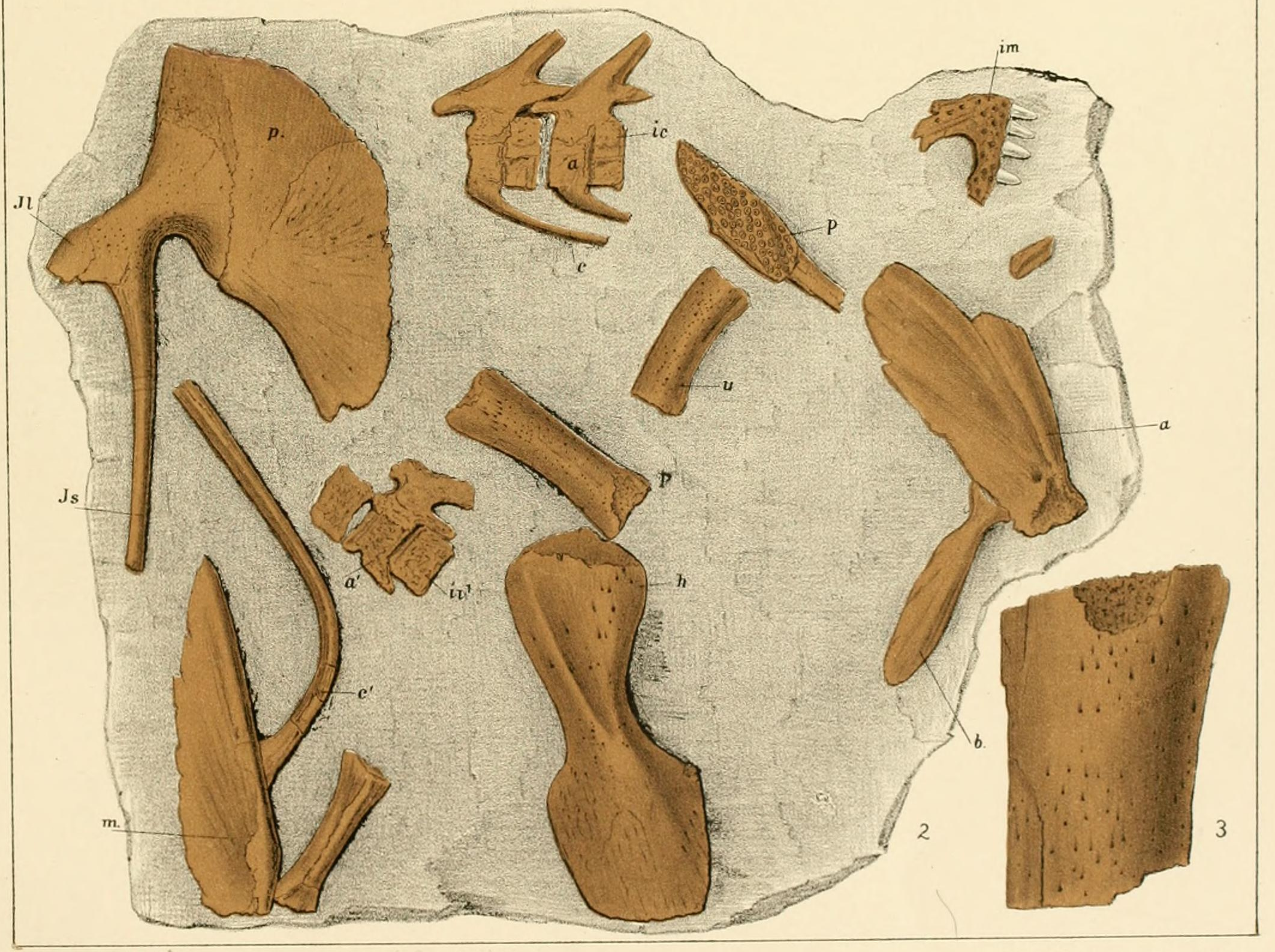
Illustrazione dei fossili presenti sulla lastra nota come Fr. Orig. 96

La confusione etimologica del genere Diplovertebron aumentò quando Richard Lydekker ribattezzò Diplovertebron con il nome di Diplospondylus nel 1889, basandosi sul fatto che l'etimologia di "Diplospondylus" derivava interamente dal greco antico, mentre quella di "Diplovertebron" era un ibrido di greco e latino. Tuttavia, pochi altri paleontologi condividevano l'avversione di Lydekker nei confronti dei nomi ibridi.
Un altro aspetto della storia di Diplovertebron che portò ulteriore confusione riguarda l'etichettatura nelle illustrazioni litografiche originali di Frič. La tavola 53, l'illustrazione che mostrava resti della lastra più grande di fossili di Diplovertebron (Fr. Orig. 128), fu accidentalmente etichettata come pertinente ai fossili della lastra più piccola (Fr. Orig 96). Di conseguenza, molti paleontologi hanno frainteso la descrizione originale e hanno ignorato la lastra più grande nelle loro descrizioni di Diplovertebron, poiché presumevano che fosse disponibile una sola lastra (Fr. Orig. 96). Vi erano solo alcune eccezioni a questo errore, ovvero Steen (1938) e Klembara e colleghi (2014). 
Diversi fossili cechi descritti da Frič come altri generi potrebbero effettivamente rappresentare ulteriore materiale di Diplovertebron. Hemichthys problematica, un cranio di pesce descritto nel 1895, fu in seguito riconosciuto come un cranio di antracosauro. Klembara e colleghi (2014) hanno presentato una petizione per una ridescrizione di Hemichthys, che consideravano nomen oblitum. Allo stesso modo, una coda di embolomero con una densa squamatura lungo la parte inferiore fu chiamata Nummulosaurus kolbii nel 1901. Romer (1947) non riuscì a trovare alcuna prova che Nummulosaurus fosse differente da Diplovertebron. Romer è stato anche uno dei pochi paleontologi a considerare Diplovertebron un seymouriamorfo, piuttosto che un embolomero. Tuttavia, questo schema di classificazione si basava sui fossili di Gephyrostegus, poiché i due generi erano ancora considerati sinonimi nel 1947. 
Attualmente Diplovertebron è considerato un rappresentante degli eogirinidi, una famiglia di embolomeri solitamente di grandi dimensioni e dalle abitudini strettamente acquatiche, i cui rappresentanti più famosi sono però anch'essi poco noti e vittime di una classificazione confusa (Pholiderpeton, Pteroplax, Eogyrinus). In ogni caso, Diplovertebron sembrerebbe essere stato parte di un ramo collaterale, comprendente forme di piccole dimensioni e di abitudini maggiormente legate all'ambiente terrestre.